# Azarias
Azarias is een anoniem Oudengels gedicht van 192 regels dat bewaard is gebleven in het Exeter Book. 
Het gedicht is een uitgebreide navertelling van het verhaal van Sadrach, Mesach en Abednego, zoals dat verteld wordt in Daniël 3. Azarias (Abednego) wordt samen met zijn metgezellen op last van koning Nebukadnessar in een vurige oven geworpen, maar zij weten daar, bijgestaan door een engel, ongedeerd uit te ontkomen.
Het gedicht bevat de gebeden van Azarias en zijn metgezellen (aangevuld met enige verhalende teksten), zoals die zijn opgenomen in de Septuagint. De Hebreeuwse Bijbel heeft deze tekst niet. Het gedicht begint abrupt, als Azarias te midden van de vlammen staat te lachen en zijn gebed aanvangt, samen met zijn lotgenoten. Als de koning ziet dat zich een vierde figuur in het laaiende vuur bevindt, beveelt hij hen uit de oven te komen.
Het gedicht is te vergelijken met andere uit dezelfde periode die verhalen uit de Bijbel navertellen. Een uitgebreidere versie van het verhaal bevindt zich in het Junius-manuscript.